# Robert Lieberman
Pour les articles homonymes, voir Lieberman.
Robert Lieberman est un réalisateur, producteur et scénariste américain né à Buffalo le 16 juillet 1947 et mort à Los Angeles le 1er juillet 2023.

## Biographie
Robert Lieberman meurt à Los Angeles le 1er juillet 2023 après une longue bataille contre le cancer. Il était âgé de 75 ans.

## Filmographie

### Réalisateur
- 1978 : A Home Run for Love (TV)
- 1978 : Gaucho (TV)
- 1980 : Fighting Back (TV)
- 1982 : Will : the autobiography of G. Gordon Liddy (TV)
- 1983 : Table for Five
- 1987 : Génération Pub ("thirtysomething") (série télévisée)
- 1989 : La Rue des rêves (Dream Street) (pilote série télévisée)
- 1989 : L'Équipée du Poney Express ("The Young Riders") (pilote série télévisée)
- 1991 : To Save a Child (TV)
- 1991 : Le Plus Beau Cadeau du monde (film, 1991) (All I Want for Christmas)
- 1993 : Visiteurs extraterrestres (Fire in the Sky)
- 1993 : Harts of the West (en) (pilote série télévisée)
- 1994 : Au cœur de l'enquête ("Under Suspicion") (pilote série télévisée)
- 1995 : Medicine Ball (pilote série télévisée)
- 1996 : Moloney (en) (pilote série télévisée)
- 1996 : Les Petits Champions 3 (D3: The Mighty Ducks)
- 1996 : Le Titanic (Titanic) (TV)
- 1999 : Net Force (TV)
- 1999 : Deuxième Chance ("Once and Again") (série télévisée)
- 1999 : X-Files (épisode À toute vitesse)
- 2002 : Red Skies (TV)
- 2002 : Dead Zone (vidéo)
- 2002 : Second String (TV)
- 2003 : Jake 2.0 (pilote série télévisée)
- 2004 : La Prophétie du sorcier (TV)
- 2006 : Final Days of Planet Earth (feuilleton TV)
- 2006 : Dexter (série télévisée)
- 2009 : The Tortured
- 2010 : The Stranger
- 2013 : À l'aube de la destruction (Eve of Destruction) (TV)

### Producteur
- 1989 : La Rue des rêves (Dream Street) (série télévisée)
- 1990 : Gabriel Bird ("Gabriel's Fire") (série télévisée)
- 1991 : To Save a Child (TV)
- 1993 : Harts of the West (en) (série télévisée)
- 1994 : Marilu (série télévisée)
- 1994 : Au cœur de l'enquête ("Under Suspicion") (série télévisée)
- 1995 : Medicine Ball (série télévisée)
- 1995 : Abandoned and Deceived (TV)
- 1996 : Moloney (série télévisée)
- 1997 : Une âme sans repos (Rag and Bone) (TV)
- 2000 : La Vie avant tout ("Strong Medicine") (série télévisée)
- 2002 : Dead Zone ("The Dead Zone") (série télévisée)
- 2003 : Jake 2.0: The Tech (TV)
- 2003 : Jake 2.0 (série télévisée)
- 2004 : The Casino (série télévisée)